# Collix hypospilata
Collix hypospilata är en fjärilsart som beskrevs av Alfred Ernest Wileman 1911. Collix hypospilata ingår i släktet Collix och familjen mätare. Inga underarter finns listade i Catalogue of Life.